# القيادة العسكرية الأمريكية في إفريقيا
القيادة العسكرية الأميركية في إفريقيا (USAFRICOM) هي وحدة مكونة من قوات مقاتلة موحدة تحت إدارة وزارة الدفاع الأمريكية وهي مسؤولة عن العمليات العسكرية الأمريكية وعن العلاقات العسكرية مع 53 دولة أفريقية في أفريقيا عدا مصر، التي تقع في نطاق القيادة المركزية الأمريكية. وكانت القيادة الأفريقية قد تأسست في 1 أكتوبر، 2007 ، كقيادة مؤقتة تحت القيادة الأمريكية لأوروبا، والتي كانت لمدة أكثر من عقدين مسئولة عن العلاقات العسكرية الأمريكية مع أكثر من 40 دولة أفريقية. وقد بدأت القيادة الأفريقية نشاطها رسميا في 1 أكتوبر 2008 بعد احتفال في وزارة الدفاع حضره ممثلون عن الدول الأفريقية في واشنطن العاصمة.
أطلقت القيادة العسكرية الأمريكية في أوربا موقعَ «مغاربية» (Magharebia.com) في عام 2004 وشرعت من خلاله في تنفيذ عمليات تأثير معلوماتية في دول شمال إفريقيا إلى حين إيقاف تمويله وإغلاقه في فبراير/شباط 2015. وكانت القيادة العسكرية الأمريكية في إفريقيا بعد إنشائها في 2007 قد تولّت عملياتِ التأثير هذه عبر الموقع نفسه.

## الالتزامات العسكرية الحالية
يوجد حاليًا 2000 جندي في معسكر ليمونيير بدولة جيبوتي ـ القاعدة الأمريكية الوحيدة في أفريقيا ـ يعملون تحت سلطة القوات المشتركة في منطقة القرن الأفريقي وهي القوات التي أنشأتها القيادة المركزية (كينتكوم) عام 2002 من أجل الحد من النشاطات الإرهابية في شرق أفريقيا، وبالإضافة إلى المهام الإنسانية التي تساهم بها هذه القوات، فإنها تلعب دورًا أيضًا في البحث عن مقاتلي القاعدة في الصومال.
وبصفة عامة، فقد زادت المشاركة الأمنية الأمريكية بصورة ملحوظة منذ عام 2001 وطرحت مبادرة الساحل والصحراء عام 2002 والتي تضم رؤساء الأركان في كل من: الجزائر وتونس والمغرب وموريتانيا والسنغال ونيجيريا ومالي والنيجر وتشاد، وتهدف إلى دعم التعاون بين هذه الدول في مجال مكافحة الإرهاب.
وقد شارك نحو ألف جندي أمريكي في تدريبات عسكرية للتصدي للإرهاب في الصحراء الأفريقية، وهي أضخم عمليات للولايات المتحدة في القارة السمراء منذ الحرب العالمية الثانية. وسعيا وراء تحقيق الهدف ذاته واستجابة لتنامي نشاط القاعدة والشبكات الإرهابية في شمال وغرب أفريقيا، خصص الكونغرس مؤخرًا مبلغ 500 مليون دولار لمكافحة الإرهاب. وساعدت تلك المبادرات على تعزيز العلاقات بين دول القارة، ومن ضمنها العديد من الدول الإسلامية.

## القيادة الأمريكية الحالية في أفريقيا
تسعى الولايات المتحدة إلى تركيز عملياتها العسكرية في أفريقيا وذلك بهدف مواجهة الخطر الأمني المتزايد الذي تشكله الشبكات الإرهابية. وتتوزع البلدان الأفريقية حاليًا بين ثلاث قيادات أمريكية، وهي:
1. القيادة المركزية للولايات المتحدة (سنتكوم) وتشمل مصر والسودان وإريتريا وإثيوبيا وجيبوتي والصومال وكنيا وسيشل.
2. القيادة العسكرية الأمريكية في المحيط الهادي الهندي (باكوم) ويقع ضمن اختصاصاتها مدغشقر والمحيط الهندي.
3. القيادة العسكرية الأمريكية في أوروبا (إيوكوم) وهي مسؤولة عن باقي الدول الأفريقية وعددها 41 دولة.

وقد اعتبر روبرت غيتس هذا التقسيم السابق من مخلفات الحرب الباردة، ورأى أن (أفريكوم) ستجعل القوة العسكرية الأمريكية أكثر فاعلية في ممارسة نشاطاتها عبر القارة الأفريقية.

## القيادة الجديدة
وتعمل هذه القيادة العسكرية بشكل مؤقت من قاعدة إشتتغرت في ألمانيا. وقام رايان هنري، مساعد وزير الدفاع الأمريكي لشؤون التخطيط والسياسات، بجولتين منفصلتين في العواصم الأفريقية. وقد شملت رحلته الأخيرة كلا من الجزائر والمغرب وليبيا ومصر وجيبوتي وأثيوبيا (وهي الدولة الوحيدة غير العضو في جامعة الدول العربية).
وإذا كانت طرابلس والجزائر قد رفضتا المقترحات الأمريكية لاستضافة القيادة الأفريقية، فإن المغرب وبتسوانا لديهما استعداد لجعل أراضيهما مقار لهذه القيادة. وتعد المغرب الدولة الأفضل لاستضافة هذه القوات الأمريكية لعدة أسباب، بدءاً من كونها دولة إسلامية معتدلة، مرورًا بأنها حليفة للولايات المتحدة في حربها على الإرهاب، وصولاً إلى ما تتمتع به من علاقات وثيقة مع أوروبا. ولكل هذه الأسباب بادر مدير المخابرات الأمريكية مايكل هيدين بزيارة المغرب من أجل إقناعها باستضافة (أفريكوم).
وقد أشارت تقارير إعلامية إلى أن الجنرال ويليام وارد القائد الحالي للقيادة الأوروبية (إيوكوم) سيتولى مسؤولية القيادة الأمريكية الجديدة، ويبدو الجنرال وارد هو الخيار السياسي الأفضل للاضطلاع بهذه المهمة حيث سبق له العمل في مصر والصومال، بالإضافة إلى كونه المنسق الأمني الأمريكي بين إسرائيل والسلطة الفلسطينية عام 2005.

## أسباب إنشاء أفريكوم
ثمة أسباب عديدة تكمن وراء إنشاء القيادة الأمريكية في أفريقيا، وهي:
1. تنامي ظاهرة الإرهاب الدولي في الصحراء الأفريقية.
2. تزايد الاعتماد الأمريكي على مصادر الطاقة الأفريقية.
3. زيادة الضغوط على قوات (كينتكوم) و(إيوكوم) نتيجة للحرب في العراق وأفغانستان.
4. نمو العلاقات بين الصين والدول الأفريقية، ومؤشرات ذلك:

أ ـ الصين تعد الآن ثالث أكبر شريك تجاري مع أفريقيا بعد الولايات المتحدة وفرنسا.
ب ـ تعتبر بكين كذلك المستورد الرئيسي للنفط الأفريقي.
جـ ـ ساهمت الصين بنحو 150 جنديا في بعثات الأمم المتحدة لحفظ السلام في أنحاء القارة عام 2004.

## مهام أفريكوم
عن مهام هذه القيادة الجديدة، فإضافة إلى ما أعلنه رايان هنري بأن القيادة الجديدة ستكون مهمتها زيادة التعاون الأمني والشراكة مع دول القارة الأفريقية، فإن (أفريكوم) ستعطي أيضًا الولايات المتحدة مزيدًا من الفاعلية والمرونة في التعامل مع الأزمات المحتملة في أفريقيا.